# Socratea exorrhiza
Socratea exorrhiza pertence à família das Arecaceae, que ocorre da América Central até à Bacia do Amazonas. Natural de locais alagadiços onde suas raízes adventícias garantem sustentação adequada.

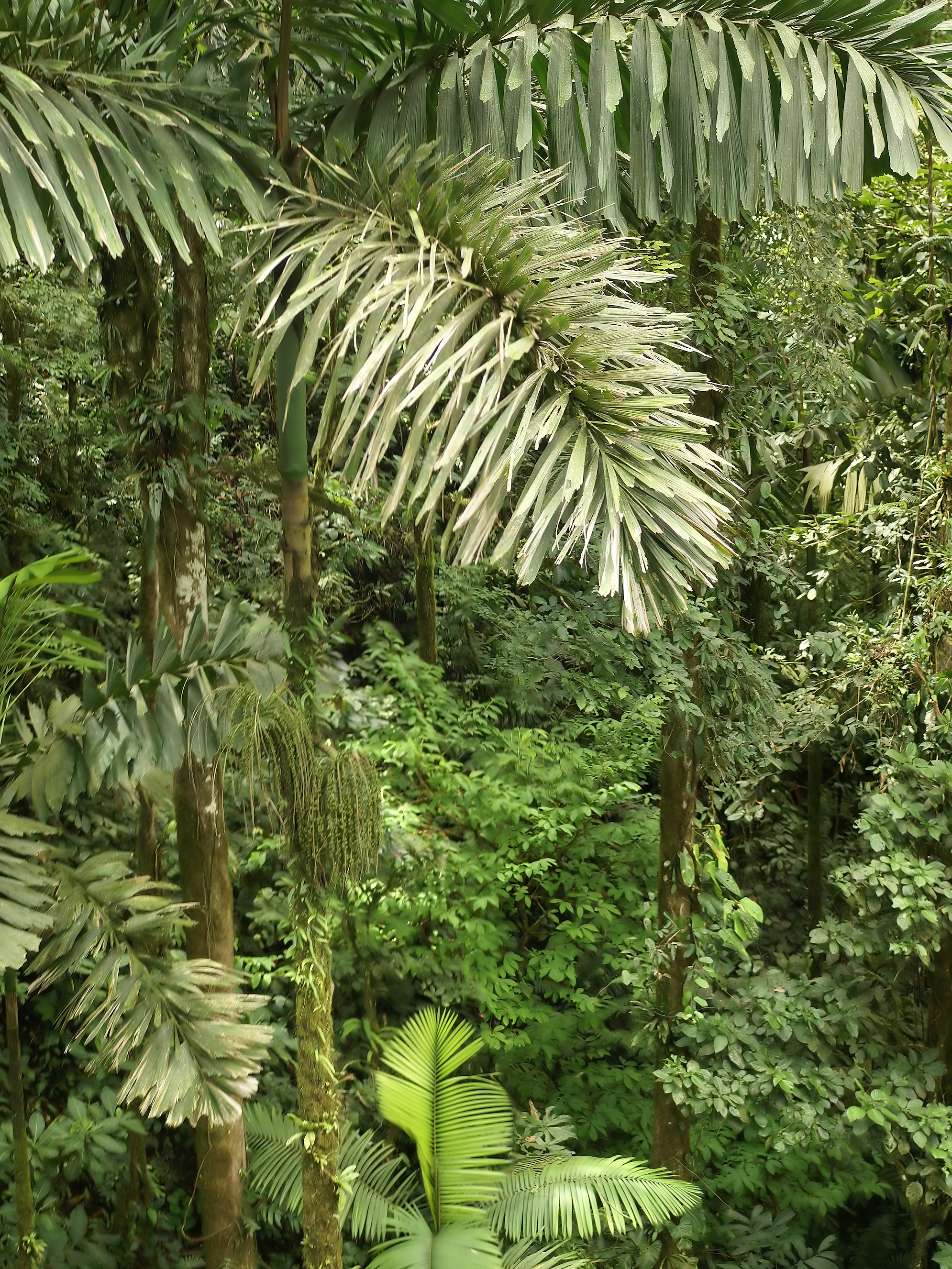
Socratea exorrhiza em Costa Rica

## Tronco
As raízes acuneadas da Socratea exorrhiza podem atingir 2m e a palmeira 
uma altura de 20m.
Suas folhas podem atingir 2m de comprimento e estão fixas à uma coroa azul 
esverdeada.

## Palmeira andante?
Na Costa Rica ela é conhecida pelos Ticos como "Palmeira andante". É dito que ela possuiria a característica extraordinária de trocar de lugar, como por exemplo sair debaixo da sombra de outra árvore, através do nascimento de novas raízes e do aprodrecimento das existentes, o que lhe permitiria mover o seu tronco; no entanto tal não passa de um mito - o troco da palmeira Socratea exorrhiza não muda de lugar.

## Economia
O coração da palmeira tem um gosto amargo e é degustado pelos moradores do país. No Brasil um de seus nomes é "paxiúba" utilizada para como ripa em construções rústicas e também na confecção de caravelas e bengalas por conta da resistência de sua madeira. Considerada uma espécie ornamental, além de seus frutos serem apreciados pelas aves.  

## Proteção ambiental
Socratea exorrhiza faz parte da "no cut"-lista da Costa Rica.

## Nomes vernáculos
- Proto-Nawiki[2]: *puupa
- Kwazá[3]: wɨçɨi